# 도쿄 전력 여직원 살인 사건

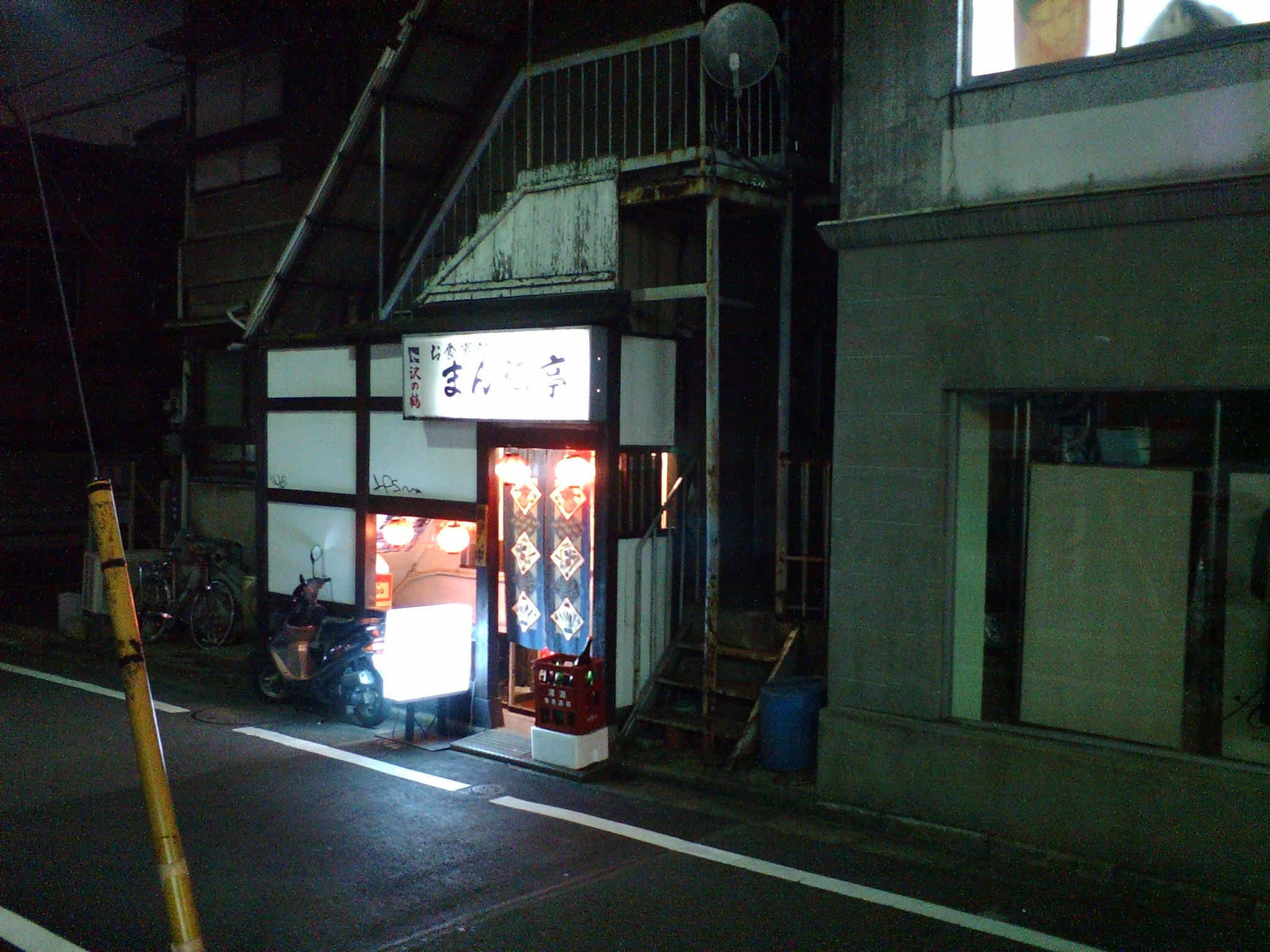
사건 현장

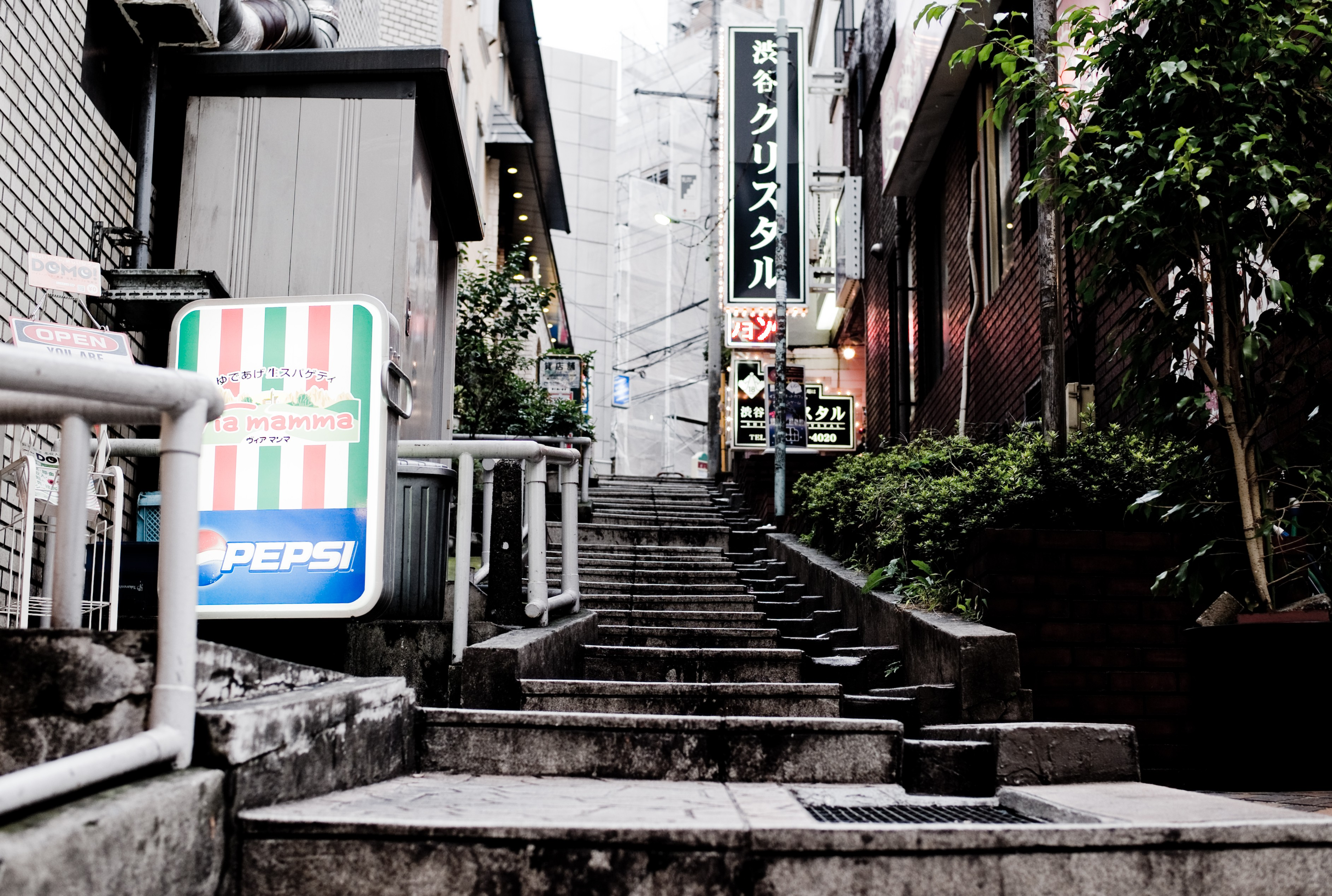
도쿄도 시부야구 마루야마쵸

도쿄 전력 여직원 살인 사건(일본어: 東電OL殺人事件)은 1997년 일본에서 발생한 살인사건이다. 사건의 실체를 두고 큰 논란이 일었던 사건이다.

## 개요
1997년 3월 19일, 도쿄도 시부야구 마루야마쵸(円山町)의 한 아파트의 빈 방에서 한 여성의 시신이 발견되었다. 경찰 조사 결과 사망자는 도쿄전력의 간부급 직원 39세 와타나베 야스코(渡辺 泰子) 라고 드러났다. 근처에 살고 있던 네팔인의 남성이 무기 징역을 선고 받았다. 그런데그, 후 실시 된 조사 결과 네팔인 남성의 무죄가 확정됐다. 그리고이 사건은 미해결 사건이되었다.